# 요한 문학
요한 문학(Johannine literature)은 전통적으로 사도 요한, 복음사가 요한 또는 요한 공동체의 작품으로 여겨지는 신약성경의 작품 모음이다. 일반적으로 AD 60~110년 경 기간으로 날짜가 지정된다. 성공회 주교 존 A. T. 로빈슨을 포함한 소수의 학자들이 이러한 연대 측정 중 가장 초기를 제시한다.

## 목록
요한 문학은 전통적으로 다음 작품을 포함하는 것으로 간주된다.
- 요한복음
- 요한의 편지
  - 요한의 첫째 편지
  - 요한의 둘째 편지
  - 요한의 세째 편지
- 요한계시록